# El Calvario (Torremolinos)

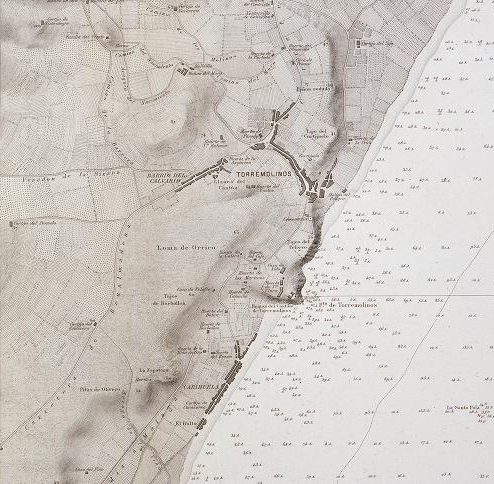
Plano de Torremolinos en 1889, donde se distingue ya el barrio de El Calvario

El Calvario es un barrio del municipio de Torremolinos, en la provincia de Málaga, España. Se trata de un antiguo barrio popular, situado al oeste del centro de la ciudad, en la zona alta del municipio.
El Calvario surgió como un núcleo independiente, alrededor de la carretera de Benalmádena, donde se agrupaban pequeñas casas de una sola planta. Su población estaba dedicada a la agricultura y la ganadería y albergaba a jornaleros que trabajaban en la vega de Málaga. 

## Transporte Público
Presta servicio una línea de autobús interurbano adscrita al Consorcio de Transporte Metropolitano del Área de Málaga, y una urbana perteneciente al municipio de Torremolinos
| Línea | Trayecto                               | Recorrido y Horarios    | Plano |
| ----- | -------------------------------------- | ----------------------- | ----- |
| M-125 | Patronato-Torremolinos                 | Recorrido y Horarios    | Plano |
| L1    | Terminal estación de autobuses - Aloha | Urbanos de Torremolinos |       |